# سوفی کانینگهام (بازیکن بسکتبال)
سوفی کانینگهام (انگلیسی: Sophie Cunningham؛ زادهٔ ۱۶ اوت ۱۹۹۶) بازیکن بسکتبال اهل ایالات متحده آمریکا است.
از باشگاه‌هایی که در آن بازی کرده‌است می‌توان به فینکس مرکوری اشاره کرد.